# Carmen Schäfer (Fußballspielerin)
Carmen Schäfer (* 2. Juli 1971) ist eine ehemalige deutsche Fußballspielerin.

## Karriere

### Vereine
Schäfer, 169 cm große Stürmerin des SC 07 Bad Neuenahr, spielte für den Verein zunächst in der Oberliga Südwest, zuletzt in der Saison 1996/97, aus der sie mit ihrer Mannschaft als Meister hervorgegangen und somit in die Bundesliga aufgestiegen war. Als Neuling konnte die Spielklasse als Zehnter, mit einem Punkt vor Absteiger SC Klinge Seckach gehalten werden. Nach dem dritten Spieltag der Saison 1998/99 verabschiedet sie sich aufgrund ihrer Torflaute und wechselte zum Ligakonkurrenten Grün-Weiß Brauweiler. Mit diesem belegte sie am Saisonende Platz neun und im Wettbewerb um den Vereinspokal scheiterte dieser beim FC Hertha 03 Zehlendorf mit 0:1 im Achtelfinale.
Zur Saison 1999/2000 kehrte sie zum SC 07 Bad Neuenahr zurück – in Begleitung des torgefährlichen Neuzugangs Carmen Holinka; beide erzielten zwei Tore mehr als die gesamte Mannschaft in der Vorsaison – Schäfer elf und damit teamintern erfolgreichste Torschützin, Holinka neun. Mit Platz sechs hatte ihr Verein noch nie so gut in der Bundesliga abgeschnitten. Während Carmen Holinka mit Saisonende ihre Spielerkarriere beendete, bestritt Schäfer noch zwei Saisons, in denen sie in 43 Punktspielen 13 Tore erzielte und ihre Mannschaft zweimal den neunten Platz belegte.
Im Wettbewerb um den DFB-Pokal schied sie mit ihrer Mannschaft dreimal im Viertel- und einmal im Achtelfinale aus. Neben Martina Arzdorf und Anne Kreuzberg sowie später Bianca Rech gehörte sie zu den wichtigsten Spielerinnen des SC Bad Neuenahr, die lange das sportliche Geschehen prägten. Mit Abschluss ihrer letzten Saison im Jahre 2002 verließ sie den Verein.

### Nationalmannschaft
Als Spielerin des SC 07 Bad Neuenahr reifte Schäfer zur Nationalspielerin; sie bestritt im Jahr 1997 drei Länderspiele für die A-Nationalmannschaft, jeweils als Einwechselspielerin gegen die Nationalmannschaften Dänemarks (2:2 am 27. Mai), Norwegens (0:3 am 28. Mai) und der Vereinigten Staaten (3:1 am 9. Oktober).